# NGC 695
NGC 695 је лентикуларна галаксија у сазвежђу Ован која се налази на NGC листи објеката дубоког неба.
Деклинација објекта је + 22° 34' 58" а ректасцензија 1h 51m 14,2s. Привидна величина (магнитуда) објекта NGC 695 износи 12,9 а фотографска магнитуда 13,9. NGC 695 је још познат и под ознакама UGC 1315, CGCG 482-26, 5ZW 123, NPM1G +22.0080, IRAS 01484+2220, PGC 6844.